# St.-Marien-Kirche (Barth)

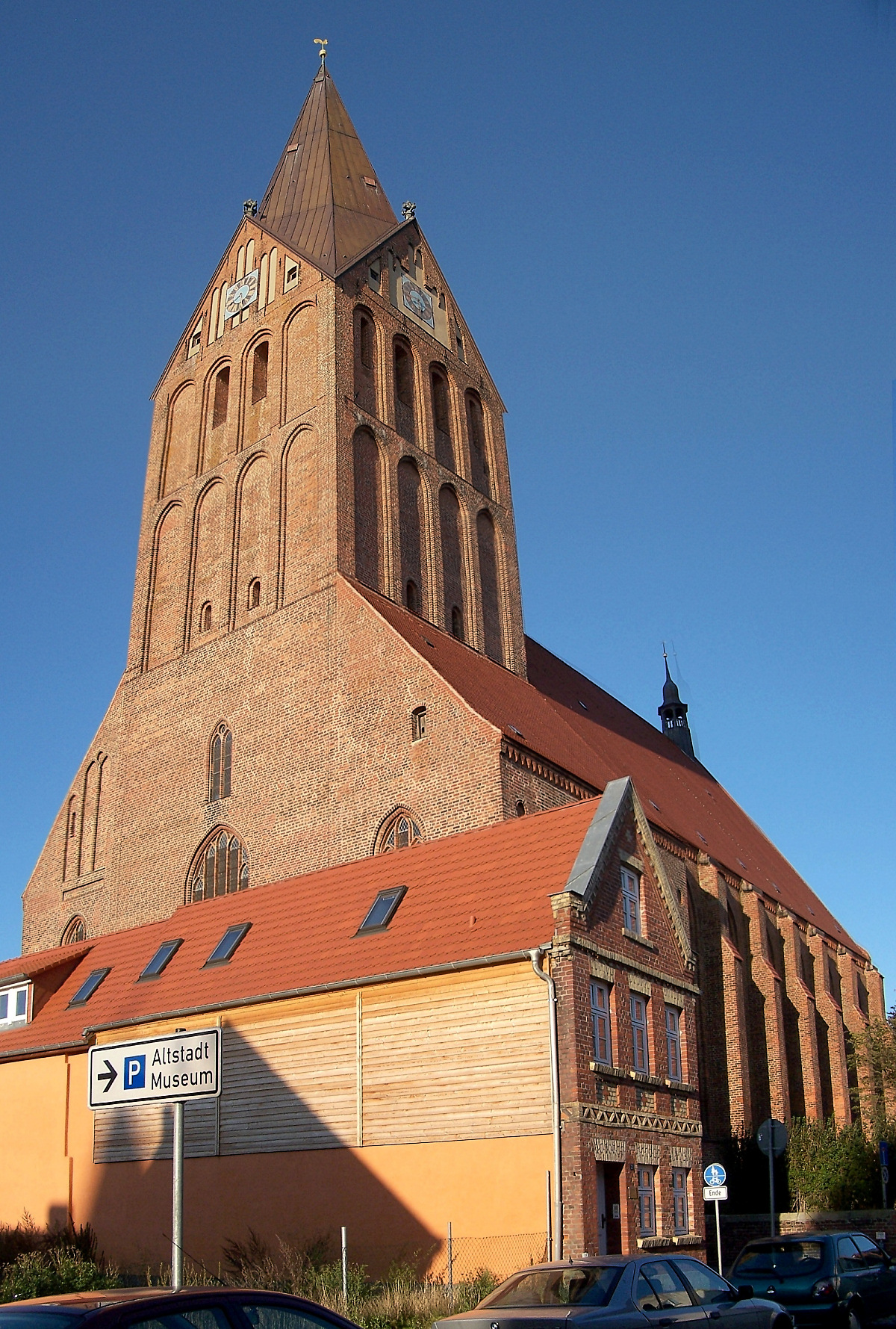
Die St.-Marien-Kirche, Vorderseite

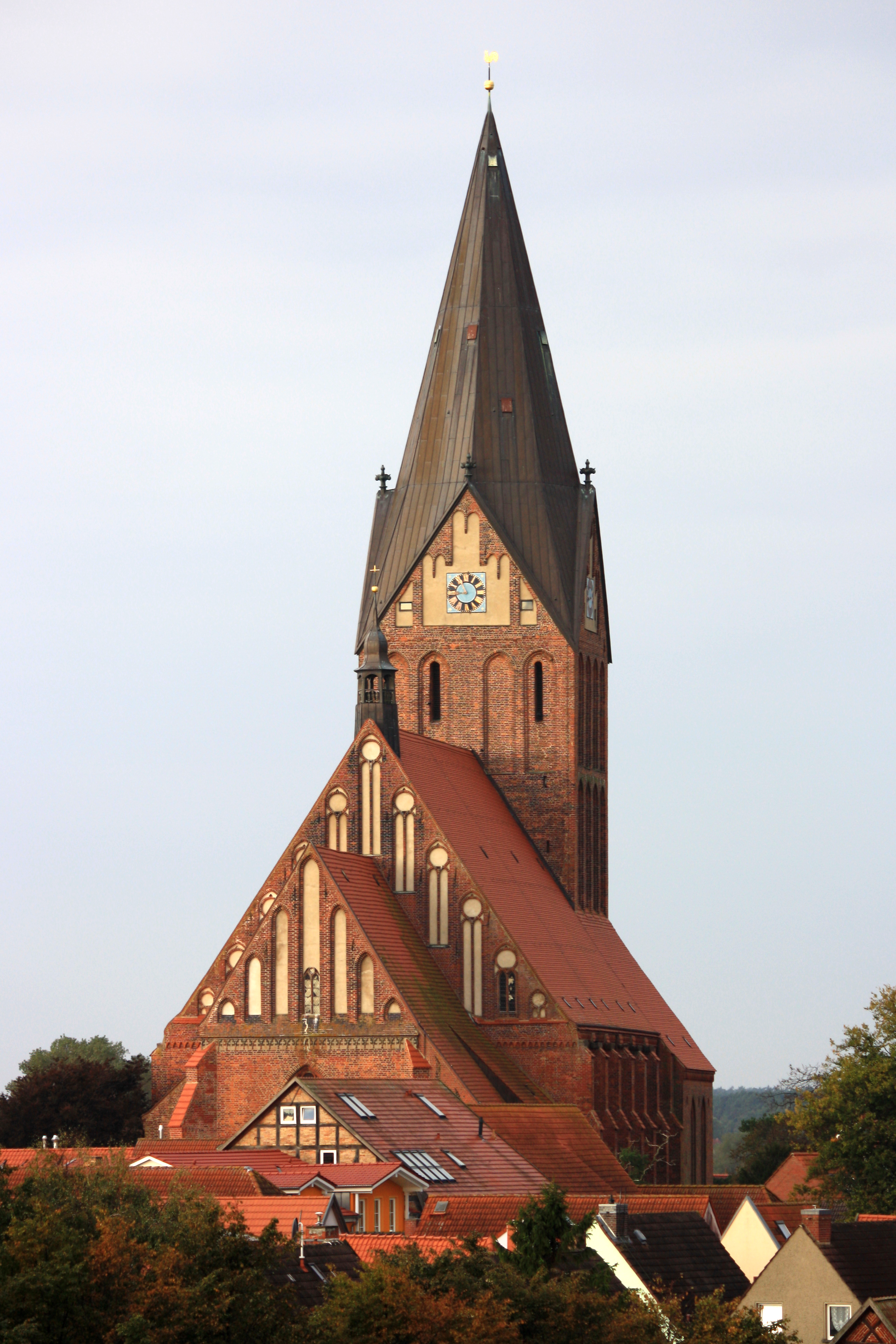
St.-Marien-Kirche, Rückseite

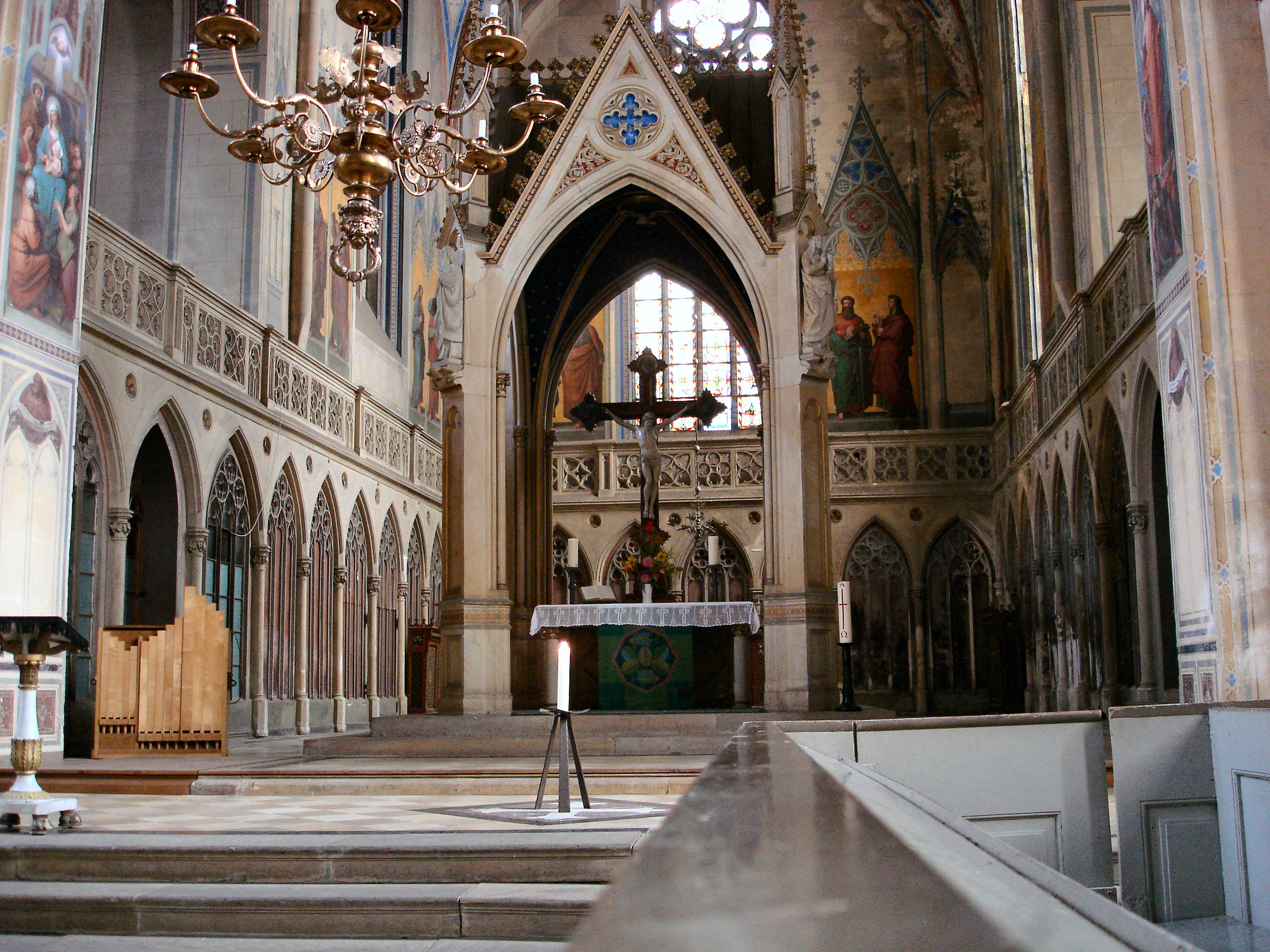
Chorraum

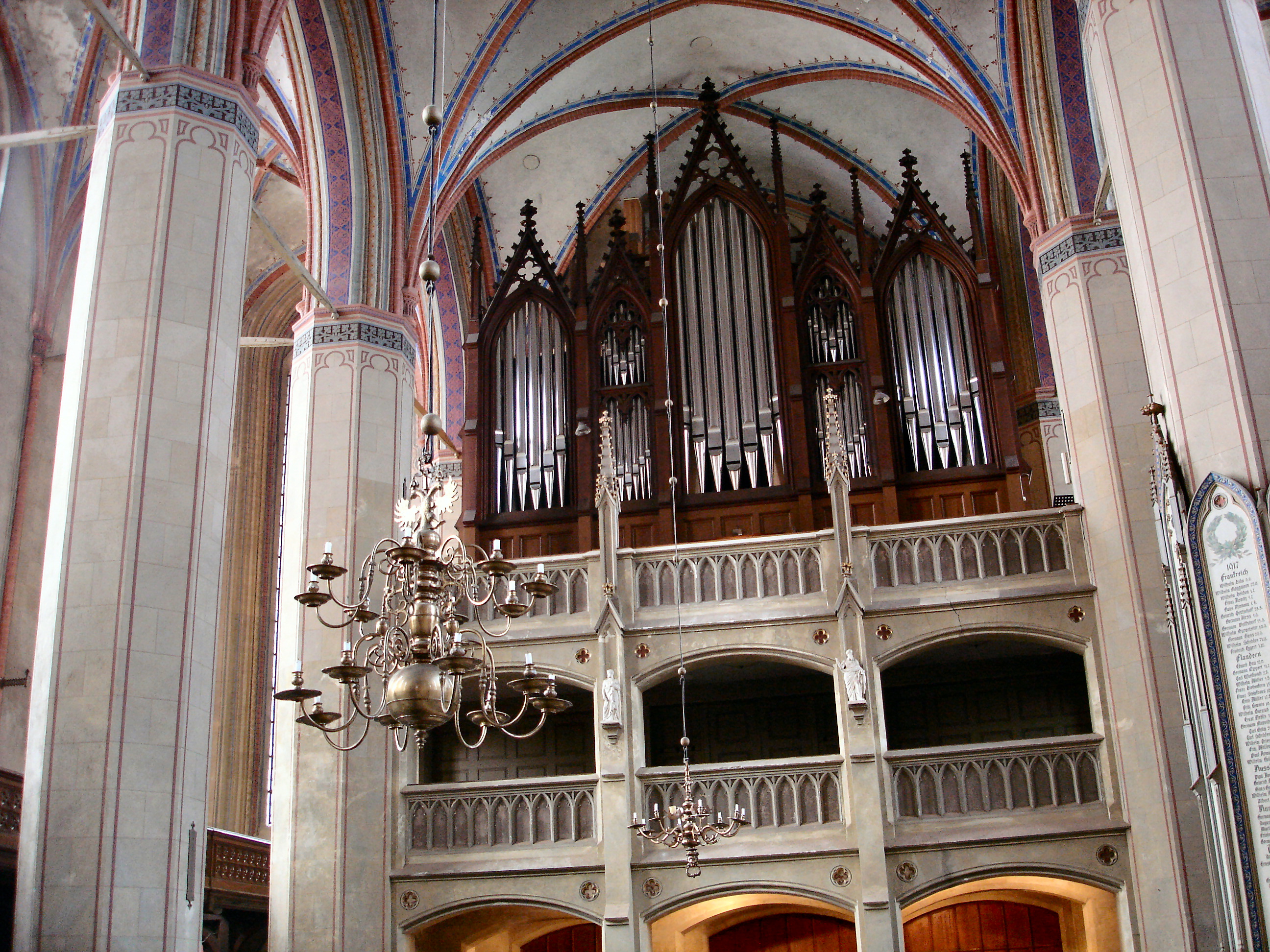
Orgel von Johann Simon Buchholz und Carl August Buchholz von 1821, Gehäuse von Barnim Grüneberg (1896)

Die St.-Marien-Kirche in Barth ist ein typischer Bau der Norddeutschen Backsteingotik in der Stadt Barth im Landkreis Vorpommern-Rügen. Sie ist die Kirche der Evangelischen Kirchengemeinde St. Marien Barth in der Propstei Stralsund des Pommerschen Evangelischen Kirchenkreises.

## Geschichte
Die Grundsteinlegung der Marienkirche fand vermutlich um das Jahr 1250 statt. Fertig war die Kirche allerdings erst 200 Jahre später mit Vollendung des Turmbaues. Ältester Teil (um 1250) dürfte der frühgotische Chor mit Kreuzrippengewölbe sein. Erstmals urkundlich erwähnt wurde die Kirche im Jahr 1333 und im Jahr 1340 zum ersten Mal unter dem Namen Sankt-Marien-Kirche. Während die äußere Hülle kaum verändert wurde, gab es im Kircheninneren mehrere Veränderungen. Die größte erfolgte mit der Einführung der Reformation in Pommern um 1535. Die ehemals prunkvolle Ausstattung durch die reiche Hafenstadt Barth wurde den neuen Ansichten gemäß mit schlichter Ausstattung angepasst. Im Jahr 1820/21 wurde die Kirche im Stil der Aufklärung renoviert und eine Orgel der Berliner Firma Buchholz anstelle eines mehrfach umgebauten Instruments von 1597 eingebaut.
Die letzte umfassende Umgestaltung erfolgte in den Jahren 1857–1863 auf Veranlassung Friedrich Wilhelms IV. von Preußen. Dem König war bei einem seiner Besuche in der seit 1815 zum Königreich Preußen gehörenden Provinz Pommern die Marienkirche in Barth aufgefallen. Deren weiße Innenbemalung und nüchterne Innenausstattung gefielen dem Romantiker nicht. Er beauftragte den Schinkelschüler Friedrich August Stüler mit der Umgestaltung des Innenraumes im Stil der Neogotik.
So bekam die Kirche einen Altar mit Baldachin. Die Kanzel und die Emporen wurden erneuert bzw. neu eingebaut, die Ausmalung und die ornamentale Gestaltung erneuert. Der Orgelprospekt wurde vollständig erneuert (im neogotischen statt klassizistischen Stil); die Orgel selbst wurde nicht verändert. Die Kanzel erhielt eine neue Abdeckung in Form eines reich gegliederten Turmes. Diese fertigte der Barther Tischleraltmann Schlie. Im Altarraum sind seitdem die Bilder von Karl Gottfried Pfannschmidt mit der Darstellung der zwölf Apostel, der Geburt und Himmelfahrt Christi zu sehen.
Zwischen 1992 und 1996 erfolgte die letzte Renovierung der Kirche. So wurde das gesamte Dach inklusive Turm neu eingedeckt, der Dachstuhl und Dachreiter wurden saniert. Das Mauerwerk an Turm und Kirchengebäude wurde saniert und fünf Fenster neu aufgemauert und verglast. Die Kirche erhielt ein neues Geläut, die Orgel und die nördliche Turmseitenhalle (2005) wurden restauriert.

## Baubeschreibung
Die Marienkirche ist eine sechsjochige, dreischiffige Hallenkirche mit einem 80 Meter hohen Turm. Der einschiffige, rechteckige Chor umfasst zwei Joche und wird von einem Kreuzrippengewölbe gedeckt. Am Langhaus sind an der Nord- und Südwand von außen jeweils sechs Strebepfeiler angebracht. Die Ostgiebel von Chor und Langhaus sind mit Blenden verziert. Der Westturm besitzt eine hohe Turmhalle und nördlich und südlich je eine zweijochige Seitenhalle. Über diesem Geschoss gibt es zwei weitere mit Dreiecksgiebeln mit einem achteckigen Helm. In zirka 55 Meter Höhe gibt es eine Aussichtsebene, von der sich ein Rundblick über Barth, die weite Umgebung der Boddenlandschaft und bei klarer Sicht bis zum Hiddenseer Dornbusch sowie den Stralsunder Kirchtürmen bietet. Zur Aussichtsebene führt eine Treppe mit 180 Stufen.

## Ausstattung

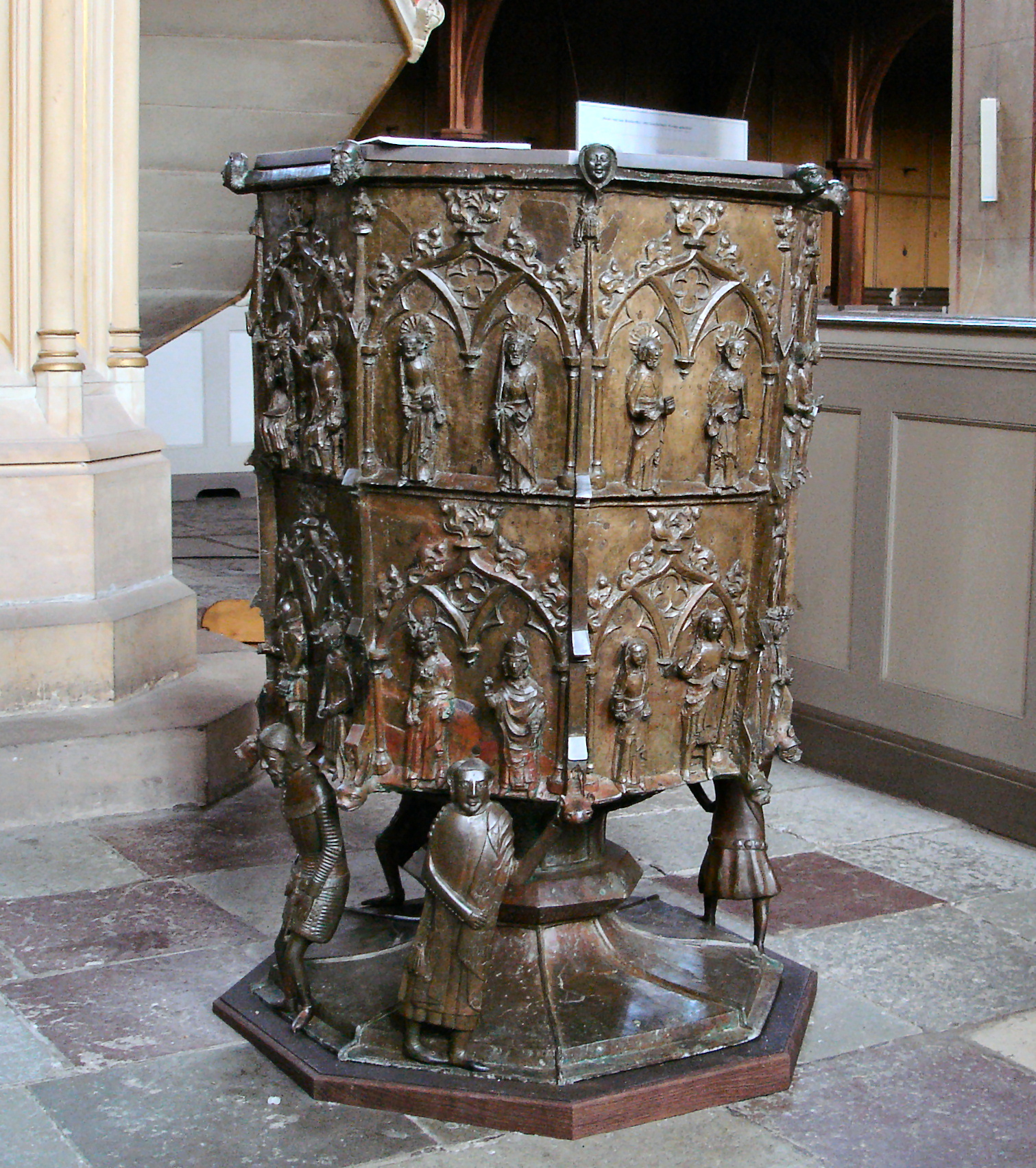
Tauffünte

Die ältesten Wandmalereien aus der Zeit um 1400 sind im Kreuzgewölbe des ersten Jochs im südlichen Seitenschiff zu finden. Sie stellen Christus als Weltenrichter dar.
Angrenzend an den Altarraum findet man zu beiden Seiten Sakristeien, die bis zur Reformation als Beichträume genutzt wurden.
Aus dem 14. Jahrhundert stammt die Tauffünte aus Rotguss unter der Kanzel. Sie ist das einzig erhaltene bronzene Taufbecken in Vorpommern. Das achteckige Becken zeigt Menschen- und Tierköpfe. In dargestellten gotischen Giebelreihen sind jeweils paarweise Apostel, Heilige und Gruppen aus biblischen Geschichten zu sehen.
Im Hauptschiff der Kirche über dem Mittelgang hängen drei Kronleuchter aus Messing. Der mittlere soll eine Stiftung des Barther Bürgermeisters Kaspar Kümmelberg (1577–1655) sein. Dessen Grabstein liegt nahe dem Taufbecken. Die anderen beiden Leuchter wurden vom Stralsunder Gelbgießer Dominicus Slodt in den Jahren 1589 und 1590 geschaffen. Dafür wurde der Deckel des Tauffasses eingeschmolzen. Der von 1574 bis 1603 in Barth residierende Pommernherzog Bogislaw XIII. spendete der Kirche eine Orgel, eine Glocke, einen Leuchter und noch einiges andere.
In der Kirche gibt es Grabplatten mit den Hausmarken der bedeutenden Barther Familien. Nach dem Ersten Weltkrieg wurde eine fünfteilige Gedenktafel mit 286 Namen von Gefallenen des Krieges vom damaligen Kriegerverein gestiftet.
In der nördlichen Turmseitenhalle befindet sich die kirchengeschichtliche, nicht öffentliche, 4.000-bändige Kirchenbibliothek.

### Orgel
Die Orgel der Marienkirche wurde von den Berliner Orgelbauern Johann Simon Buchholz und Carl August Buchholz 1821 erbaut. Barnim Grüneberg erweiterte 1896 das Instrument und fertigte ein neues Gehäuse im neogotischen Stil an. Es verfügt heute über drei Manuale und Pedal mit 50 Registern. 

### Geläut
Die Große Glocke hatte drei Vorgängerinnen. Der erste Guss erfolgte 1585; er ging auf eine Stiftung von Bogislaw XIII. zurück. Bereits 1602 und 1620 musste die schadhaft gewordene Glocke jeweils umgegossen werden. Im Jahre 1910 sprang sie erneut. Carl Voß & Sohn in Stettin unternahm im Jahre 1911 einen weiteren Neuguss. Im Zweiten Weltkrieg musste die Glocke zwangsabgeliefert werden, wurde jedoch vor dem Einschmelzen bewahrt und gelangte 1949 wieder zurück nach St. Marien; die Glocke beansprucht daher einen hohen Denkmalwert. Die 2.932 kg schwere und 175 Zentimeter große Glocke im Ton a0 ist die zweitgrößte Bronzeglocke Vorpommerns; sie erklingt nur an hohen Festtagen.
Die ehemaligen zwei kleineren Bronzeglocken ersetzte man 1925 durch zwei Eisenglocken. 1997 wurden sie wegen Ermüdung des ungeeigneten Glockenmaterials stillgelegt; eine ist vor der Kirche abgestellt, die andere befindet sich im Stockwerk unterhalb der Glockenstube. Im Zuge der Entfernung der beiden Eisenglocken sollte die einzig verbliebene große Glocke wieder zu einem Geläut ergänzt werden. Hierzu konnten zwischen 2000 und 2005 durch private Spenden (Erbschaft einer Barther Bürgerin) sowie durch die Städte Barth und Greifswald vier Glocken angeschafft werden: Eine Glocke im Ton e1 wurde 2000 bei Albert Bachert in Heilbronn gegossen. Im Jahre 2005 folgten die Sterbeglocke in d1 und die Taufglocke in a1, die in Karlsruhe gegossen wurden. Aus dem Bestand des Greifswalder Domes wurde die 1977 von Schilling in Apolda gegossene Friedensglocke im Ton fis1 angekauft. Seit dem 1. Advent 2005 ist das Geläut fünfstimmig.